# Кипкетер, Уилсон
Уилсон Косгей Кипкетер (англ. Wilson Kosgei Kipketer; 12 декабря 1972, Капчемойво, Кения) — датский легкоатлет кенийского происхождения, специализировался в беге на 800 метров. Трёхкратный чемпион мира (1995, 1997, 1999) и чемпион мира 1997 года в помещении. Серебряный призёр Олимпийских игр 2000 года и бронзовый призёр Игр 2004 года. Более 13 лет (1997—2010) владел мировым рекордом на дистанции 800 метров.
Уроженец Кении Кипкетер в 1990 году сменил спортивное гражданство на датское, но из-за длительного срока проживания в Дании, необходимого для получения датского гражданства, вынужден был пропустить Олимпийские игры 1996 года в Атланте.

## Биография
Тренировался в Кении у Кольма О’Коннелла. После переезда в Данию 11 лет тренировался у поляка Славомира Новака (Sławomir Nowak).
В 1990 году он отправился по студенческому обмену в Данию в Копенгагенский университет. Ему так понравилась новая страна, что он решил больше никогда не возвращаться в родную Кению.
Там он начал участвовать в соревнованиях. Серия его побед началась с Мирового турнира по легкой атлетике в Гётеборге (1995), где он впервые стал чемпионом мира.
Кипкетер владеет 2 мировыми рекордами:
- Рекордсмен мира в беге на 800 метров (в закрытых помещениях) — 1 мин 42,67 сек (9 марта 1997, Париж)
- Рекордсмен мира в беге на 1000 метров (в закрытых помещениях) — 2 мин 14,96 сек

До 29 августа 2010 года владел мировым рекордом в беге на 800 метров (на открытых стадионах) — 1 мин 41,11 сек (24 августа 1997, Кёльн), когда кениец Дэвид Рудиша улучшил его результат на 0,02 сек в Риети (Италия), установив тем самым новый мировой рекорд.
В августе 2005 года объявил о завершении спортивной карьеры.
С 2000 года женат на своей датской подруге Пернилле.